# Eva Tvrdá
Eva Tvrdá (* 10. března 1963) je česká spisovatelka mnoha žánrů, původem z opavského Slezska, mikroregion Hlučínsko. Své knihy původně zveřejňovala jako čtení na pokračování v periodiku Zrcadlo Hlučínska, od roku 2009 je vydává ve vlastním nakladatelství Littera Silesia. 

## Osobní život
Eva Tvrdá vystudovala Pedagogickou fakultu v Ostravě. Vyučovala na základních a středních školách, v současnosti podniká. Žije v Šilheřovicích, je vdaná a má dva syny.

## Dílo
Její nejznámější knihy jsou Dědictví, Třešňovou alejí a Okna do pokoje. Knihy vyšly v roce 2011 jako soubor pod názvem Slezská trilogie. V roce 2015 vydala knihu Pandořina skříňka, která je volným pokračováním úspěšné knihy Dědictví. Obě knihy vyšly v roce 2018 jako soubor pod názvem Slezské století.
V roce 2019 Eva Tvrdá vydala unikátní dvojjazyčnou novelu Očima vidět/Očami vidźeć psanou česky a lašsky.
V roce 2018 získala Čestné uznání Asociace autorů detektivní literatury za knihu Mrtvou neměl nikdo rád (2017), která je její první knihou ve stylu Silesia Noir. Ve stejném žánru napsala i knihu Dlužná částka (2019).
Z dalších knih: Hravé příběhy (2008, 2011), Nenápadný půvab Slezska (2009), Viva la Revolución? (2011), Pohádka o červené kostce (1996, 2011), Andělé, tabulky a sny (2013), Města v Českém Slezsku (2018).
Knihy Nenápadný půvab Slezska a Dědictví byly přeloženy do polštiny.
www.evatvrda.cz
Od roku 2009 vydává své knihy v nakladatelství Littera Silesia.

### Knihy
- 1996 Dálka – novela
- 1996 Pohádka o červené kostce
- 1996 Neuvěřitelná dobrodružství panáčků z tvého pokojíčku – pohádkový příběh
- 2005 Dědictví – románová novela
- 2008 Hravé příběhy – soubor krátkých příběhů
- 2008 Třešňovou alejí – román
- 2009 Nenápadný půvab Slezska
- 2010 Okna do pokoje – triptych o ženách
- 2011 Viva la Revolución? – příběh z období kubánské revoluce
- 2013 Andělé, tabulky a sny – povídky z počátku 21. století[3]
- 2014 Obrázky ze Šilheřovic – povídka
- 2014 5x Honza Novák – soubor povídek
- 2015 Pandořina skříňka – román volně navazující na Dědictví
- 2017 Mrtvou neměl nikdo rád – krimi ze současné Ostravy
- 2018 Města v Českém Slezsku - průvodce všemi slezskými městy v ČR
- 2019 Očima vidět = Očami vidźeć – novela, souběžný text v lašském dialektu
- 2019 Dlužná částka – krimi ze současné Ostravy

### Filmy
- 2009 Dědictví – dokument, krátký film, filmový esej o zvláštnostech dějin Hlučínska
- 2011 Viva la Revolución? – dokument o revoluci